# Charles Cardell
Charles Cardell (1892–1977) foi um wiccano inglês que propagou sua própria tradução do Ofício, que diferente daquele popularizado por Gerald Gardner. A tradição da Wicca de Cardell era baseada em torno da forma do Deus Cornífero conhecido como Atho, e ele fazia rituais numa coven que se reunia nos arredores de seu estado de Surrey. Sua tradição da Wicca foi continuada por Raymond Howard em sua Coven de Atho. De fato, foi Cardell que cunhou o termo "Wicca" e se referia a seus seguidores como "Wiccens".